# Kolczyk (herb szlachecki)
Kolczyk (Koło Złamane, Fracta rota, Konarzyn, Condarsin, Ossoria odmienny) – pomorski i śląski herb szlachecki, herb własny rodziny Konarskich. Odmiana herbu Ossoria.

## Opis herbu
Znanych jest kilka wariantów tego herbu. Opisy z wykorzystaniem zasad blazonowania. Numeracja pierwszych czterech odmian za Juliuszem Karolem Ostrowskim.
Kolczyk I (Konarski I): W polu czerwonym dzwono kołowe górne, srebrne, z dwoma szprychami i piastą uszczerbioną od dołu. Klejnot: nad hełmem w koronie ramię zbrojne z mieczem, wzniesione do cięcia lub oparte na łokciu. Labry: czerwone, podbite srebrem.
Kolczyk II: 
Kolczyk III (Konarski IV, Kętrzyński II): W polu złotym prawa połowa koła wozowego, czerwonego. Klejnot: nad hełmem bez korony dłoń ludzka. Labry: czerwone, podbite złotem.
Kolczyk IV (Konarski II): W polu czerwonym dzwono kołowe górne, srebrne, z dwoma szprychami i piastą uszczerbioną od dołu. Klejnot: nad hełmem bez korony lewe ramię ludzkie w rękawie błękitnym. Labry: czerwone, podbite srebrem.
Konarski II odmienny (Kolczyk IV odmienny): Jak powyższy, ale dzwono srebrne, piasta przedstawiona w pas, ramię w klejnocie jest zbrojne, labry podbite złotem.
Konarski III (Kolczyk II): W polu złotym górna połowa koła wozowego czarnego. Klejnot: nad hełmem w koronie rękawica albo ręka zbrojna prawa. Labry: czarne, podbite złotem.

## Najwcześniejsze wzmianki
Herb Kolczyk I wzmiankowany jest po raz pierwszy przez Dachnowskiego (Herbarz szlachty Prus Królewskich, ok. 1620), za którym przytaczają go polskie herbarze, m.in. Niesieckiego i Ostrowskiego.
Herb określony jako Kolczyk II to herb śląskiej rodziny von Stentsch (Stencz, Szczaniecki). Ostrowski wymienił ten herb pośród innych odmian herbu Kolczyk, posiłkując się informacją Niesieckiego, jakoby pomorska rodzina Konarskich herbu Kolczyk miała być jej gałęzią. Jednakże Konarscy na Pomorzu nie używali tego herbu. Brak również dowodów na pokrewieństwo obu rodzin. Jednocześnie Ostrowski wymienia identyczny herb nazwany przez siebie Stencz.
Herb określony jako Kolczyk III pojawił się po raz pierwszy na mapie Pomorza Lubinusa z 1618 (ale połówka koła ustawiona w pas, tarcza ze skrajem, podpisany Condarsin). Ponadto przytoczyły go herbarze Bagmihla (Pommersches Wappenbuch, 1855) oraz "Stary" (Siebmachers Wappenbuch, 1656) i "Nowy Siebmacher" (Ausgestorbener Preussischer Adel. Provinz Pommern, 1894).
Odmianę określoną jako Kolczyk IV przytoczył Ostrowski za "Nowym Siebmacherem".

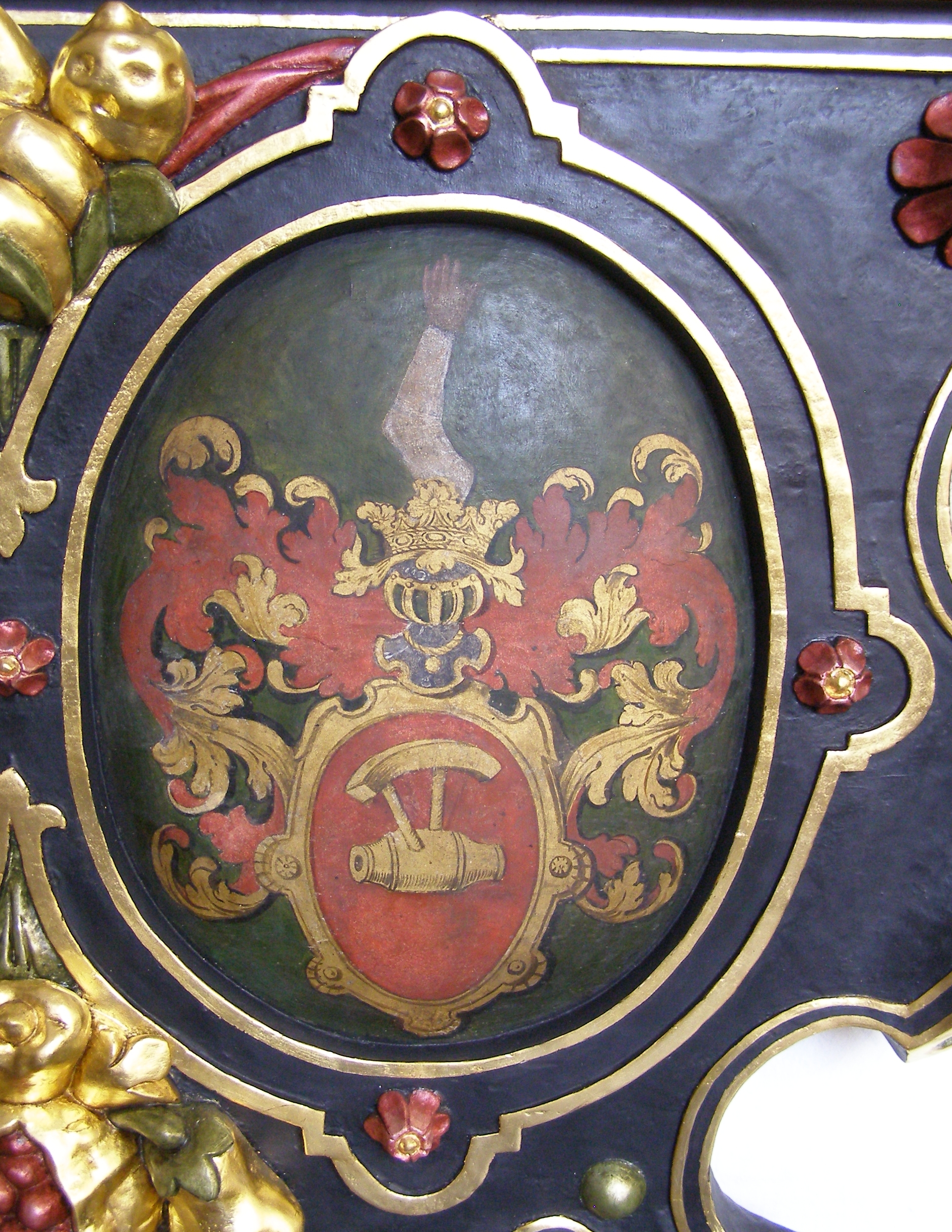
Herb Erdmundy Konarskiej, fragment epitafium Heidensteinów w Oliwie

Herb nazywany Konarski II odmienny znajduje się w katedrze oliwskiej na epitafium Reinholda Heidensteina (zm. 1620) i jego żony Erdmundy Konarskiej (zm. 1658). Taki sam herb jest w tejże katedrze na nagrobkach Szczęsnego (Feliksa) Konarskiego (zm. 1609) i jego żony Eufrozyny z Sokołowskich (zm. 1605), Jerzego Konopackiego (zm. 1650) i jego żony Anny Konarskiej (zm. 1646), oraz rodziny Kosów z XVII wieku.
Herb 'Konarski III to wariant należący do Michała Konarskiego, odnaleziony w sztambuchu z Uniwersytetu w Ingolstadt z 1585 roku, którego studentem był zapewne herbowny. Jest to być może najpierwotniejsza forma herbu Kolczyk.

## Rodzina Konarskich
Stara, zamożna i zasłużona pomorska rodzina szlachecka. Jej najwcześniej wzmiankowanymi członkami byli wymienieni w 1275 roku
Myślibor i Stanoch Malowy, obaj z Konarzyn. Ten pierwszy mógł być wymienianym w 1291 roku kasztelanem szczycieńskim.  Według Dachnowskiego, rodzina miała przybyć na Pomorze z Miśni, ale słowiańskie imiona najdawniej wzmiankowanych członków rodu wskazują na ich rdzenne pochodzenie. Mirosław z Konarzyn z braćmi uzyskali prawo chełmińskie w 1326 roku na Konarzyny i Sąpolno. W roku 1526 bracia Michał, Maciej, Mikołaj, Jan, Szczęsny, Marcin i Krzysztof otrzymali potwierdzenie królewskie własności połowy Konarzyn, wsi Konarzynki, Pakotulsko i Dźwierzno. Ci sami bracia w 1549 otrzymali potwierdzenie do części Sąpolna oraz jezior Wielkie i Małe Lubocienie, Wielkie i Małe Nierostowo. Rodzina w 1565 dzierżawiła znaczne królewszczyzny, skupione wokół Czarnego i Białego Boru. Konarscy przeszli w XVI wieku na luteranizm, ale już na przełomie XVI i XVII wieku w wyniku kontrreformacji ponownie na katolicyzm. W okresie tym rodzina była najznaczniejszą w powiecie człuchowskim. Jej członkowie posiadali 6 starostw w okresie 1551−1656. W kolejnym stuleciu ich znaczenie spadło, ale nadal zaliczali się do zamożnej szlachty. Franciszek Stanisław (zm. 1704) był królewskim rotmistrzem, uczestnikiem wyprawy wiedeńskiej i kasztelanem kowalskim. Jego syn, Stanisław Konarski, był marszałkiem sejmiku województwa pomorskiego, podkomorzym pomorskim i kasztelanem chełmińskim. W 1776 roku przedstawiciele rodziny złożyli hołd na wierność królowi pruskiemu.

## Herbowni
Konarski (Conarski).
Herbu Kolczyk III mieli używać Kętrzyńscy mający w XVI i XVII wieku działy we wsiach: Dzięcielec i Bargędzino. Być może była to osobna od Kętrzyńskich herbu Cietrzew rodzina, będąca gałęzią Konarskich herbu Kolczyk. Możliwe jest także błędne przypisanie herbu Kolczyk III niespokrewnionej rodzinie.